# Божилов, Иван
Иван Ангелов Божилов (29 июня 1940 — 15 октября 2016) — болгарский историк-медиевист, доктор исторических наук.

## Биография
В 1965 году окончил Софийский университет им. Св. Климента Охридского, после чего продолжил обучение в аспирантуре в Институте истории при Болгарской Академии Наук (1968—1970 гг). В мае 1971 г. защищает диссертацию «К истории Задунайской Болгарии (VII — начало XI вв)». В 1973—1974 гг проходил стажировку в Париже. В 1978—1980 проходил специализацию в центре византинистики в Бари.
С 1971 г. сотрудник Института истории при БАН, занимая последовательно должности научного сотрудника (1971), старшего научного сотрудника I ст.(1982) и старшего научного сотрудника II ст.(1988). С 1982 г. руководитель секции Средневековая история Болгарии в Институте истории, учёный секретарь БАН с 1992 г., председатель национального комитета историков Болгарии с 1995 г., председатель комиссии по истории при ВАК
В ноябре 1986 г. защитил докторскую диссертацию «Фамилия Асеней (1186—1460). Генеалогия и просопография».
Главный редактор изданий «Византино-Булгарика», «Греческие источники по болгарской истории» и «Латинские источники по болгарской истории».
Автор более 140 научных публикаций, в том числе 8 авторских книг и 4 в соавторстве.
С 1995 г читал курсы:
- История и культура средневековой Болгарии;
- История и культура Средневековья;
- Византийская история и культура;
- Западное средневековье как цивилизационная система;
- Византийская литература;
- Европейский север и Средиземноморье в Средние века
- Восток — Запад в европейской культуре;
- Европеистика.

## Научные труды
- Божилов, Ив. Цар Симеон Велики (893—927): Златният век на Средновековна България. — София: ОФ, 1983. — 221с.  (болг.)
- Божилов, Ив. Фамилията на Асеневци (1186—1460). Генеалогия и просопография. — София, 1985 (1995).  (болг.)
- Божилов, Ив. Българите във Византийската империя. — София, 1995. — 372с. (болг.)
- Божилов, Ив. Византийският свят — София, 2008—703с.  (болг.)